# Paralimna isis
Paralimna isis är en tvåvingeart som först beskrevs av Becker 1903.  Paralimna isis ingår i släktet Paralimna och familjen vattenflugor. Inga underarter finns listade i Catalogue of Life.